# جياني بونيو
جياني بونيو (بالإيطالية: Gianni Bugno)‏ مواليد 14 فبراير 1964 في بروغ، هو دراج إيطالي سابق في صنف سباق الدراجات على الطريق.

## سباقات أو مراحل فاز بها
- طواف فرنسا
- طواف إسبانيا
- بطولة العالم لسباق الدراجات على الطريق
- طواف سويسرا
- طواف إيطاليا

## روابط خارجية
- جياني بونيو على موقع أرشيف الدراجات (الإنجليزية)
- جياني بونيو على موقع إحصائيات الدراجات الإحترافية (الإنجليزية)
- جياني بونيو على موقع CycleBase (الإنجليزية)
- Palmarès by world-of-cycling.com